# Kanton Le Perche
 Le Perche    is een kanton van het Franse departement Loir-et-Cher. Het kanton maakt deel uit van de arrondissementen Blois (2) en Vendôme (44).

In 2020 telde het 19.952 inwoners.

Het kanton werd gevormd ingevolge het decreet van 21 februari 2014 met uitwerking op 22 maart 2015, met  Savigny-sur-Braye  als hoofdplaats.

## Gemeenten
Het kanton omvatte 50 gemeenten bij zijn oprichting.
Op 1 januari 2018 werden de gemeenten Souday, Arville, Oigny, Saint-Agil en Saint-Avit samengevoegd tot de fusiegemeente (commune nouvelle)  Couëtron-au-Perche.
Sindsdien omvat het kanton volgende 46 gemeenten:
- Baillou
- Beauchêne
- Bonneveau
- Bouffry
- Boursay
- Brévainville
- Busloup
- Cellé
- La Chapelle-Enchérie
- La Chapelle-Vicomtesse
- Chauvigny-du-Perche
- Choue
- Cormenon
- Couëtron-au-Perche
- Danzé
- Droué
- Épuisay
- Fontaine-les-Coteaux
- Fontaine-Raoul
- La Fontenelle
- Fortan
- Fréteval
- Le Gault-du-Perche
- Lignières
- Lisle
- Moisy
- Mondoubleau
- Morée
- Ouzouer-le-Doyen
- Pezou
- Le Plessis-Dorin
- Le Poislay
- Rahart
- Renay
- Romilly
- Ruan-sur-Egvonne
- Saint-Firmin-des-Prés
- Saint-Hilaire-la-Gravelle
- Saint-Jean-Froidmentel
- Saint-Marc-du-Cor
- Sargé-sur-Braye
- Savigny-sur-Braye
- Sougé
- Le Temple
- La Ville-aux-Clercs
- Villebout